# Carol Schuler

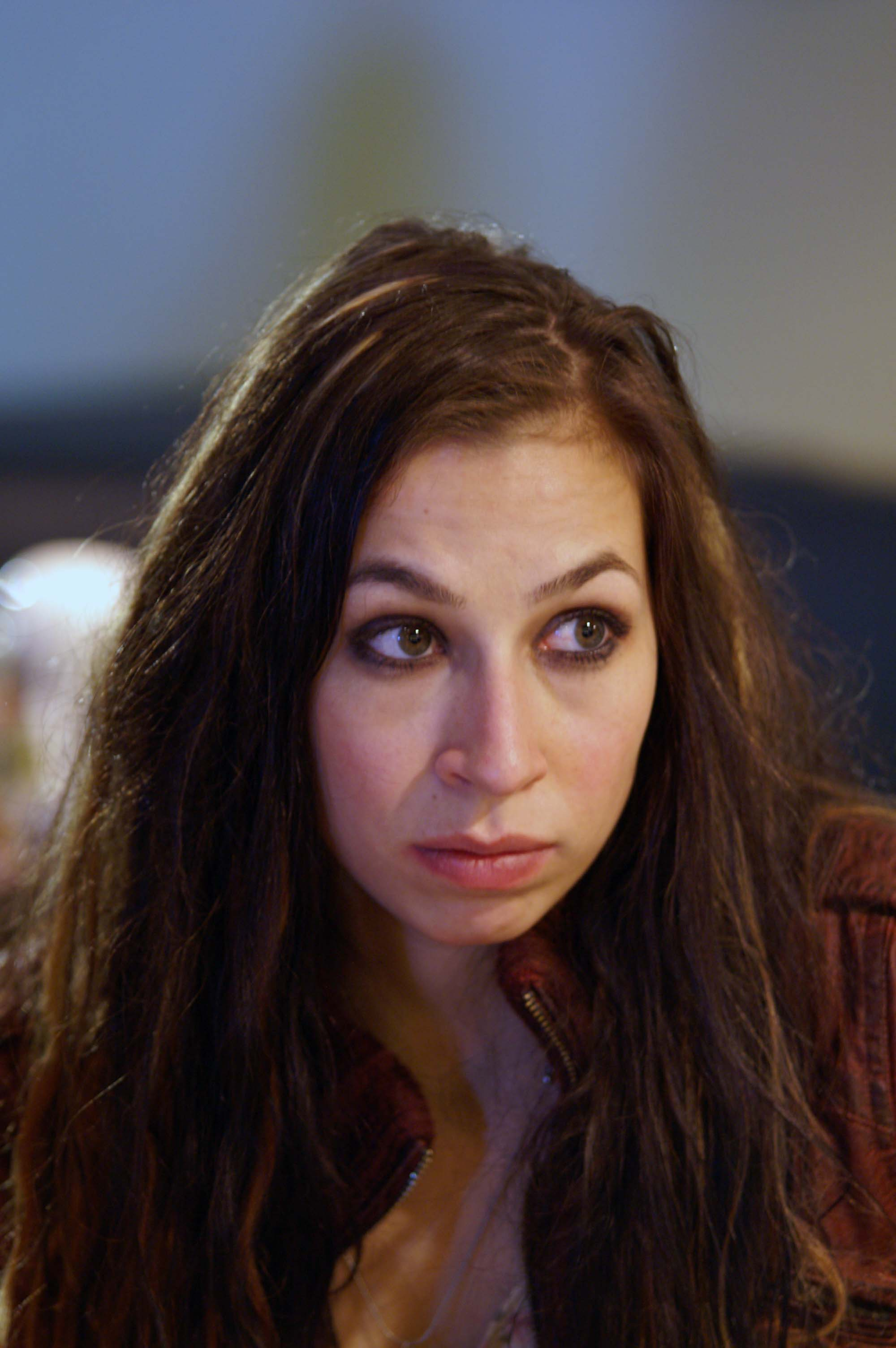
Carol Schuler, 2012

Carol Schuler (* 23. Januar 1987 in Winterthur) ist eine Schweizer Schauspielerin und Sängerin.

## Leben
Carol Schuler hatte ihren ersten Auftritt im Alter von fünf Jahren in Winterthur. Seit ihrem zwölften Lebensjahr ist sie als Film- und Fernsehschauspielerin tätig. Ihre erste Hauptrolle spielte sie im Fernsehfilm Lieber Brad (Regie: Lutz Konermann, 2001), wofür sie mit dem Schweizer Filmpreis als Beste Darstellerin ausgezeichnet wurde. Darauf folgten weitere Filmrollen, unter anderem in Alles bleibt anders von Güzin Kar und Liebe und andere Unfälle unter der Regie von Tom Gerber. Ausserdem war sie im Tatort Schmutziger Donnerstag von Dani Levy zu sehen.
2006 zog sie nach Berlin und absolvierte bis 2009 ihre Schauspielausbildung am Europäischen Theaterinstitut Berlin. Darauf folgten Engagements am Schauspielhaus Zürich, dort zu sehen u. a. in Geri von Martin Suter und Stephan Eicher (Regie: Stefan Bachmann, 2010), Schweizer Schönheit von Dani Levy (2015).
2014 begann ihre Zusammenarbeit mit Herbert Fritsch in Der schwarze Hecht nach Emil Sautter (2014), Wer hat Angst vor Hugo Wolf? von Herbert Fritsch (2016) sowie am Opernhaus Zürich in King Arthur von Henry Purcell (2016). Fritsch war es auch, der Schuler an die Volksbühne am Rosa-Luxemburg-Platz holte, wo sie in seiner letzten Inszenierung Pfusch zu sehen war.
Seit einigen Jahren ist Schuler auch in Deutschland erfolgreich. Im Kinofilm Nachtlärm (Regie: Christoph Schaub, 2012) spielte sie neben Alexandra Maria Lara, Sebastian Blomberg und Georg Friedrich eine der Hauptrollen. Des Weiteren spielte sie neben Jürgen Vogel in Blochin – Die Lebenden und die Toten (Regie: Matthias Glasner, 2014) und war auf der Kinoleinwand in Jule Ronstedts Regiedebüt Maria Mafiosi (2017) als Mafiabraut zu sehen. Außerdem war sie in der fünften Staffel der Showtime-Serie Homeland (Regie: Michael Offer und Lesli Linka Glatter) zu sehen, welche 2015 in Berlin gedreht wurde.
2016 stand Schuler an der Seite von Anja Kling für die ZDF-Fernsehkomödie Zweibettzimmer in der Rolle der an Legasthenie leidenden alleinerziehenden Mutter Jacqueline vor der Kamera. Im März 2020 starteten die Dreharbeiten für die Filmfortsetzung Dreiraumwohnung.
Seit der Spielzeit 2017/18 ist sie festes Ensemblemitglied der Schaubühne Berlin. Im September 2019 war Schuler in einer Nebenrolle als Zîlan in der sechsteiligen Netflix-Serie Skylines zu sehen.
Im Mai 2019 wurde sie gemeinsam mit Anna Pieri Zuercher als Kommissarin der Krimireihe Tatort, die das neue Ermittlerteam Grandjean und Ott bilden, präsentiert. Die beiden folgten Stefan Gubser und Delia Mayer als Flückiger und Ritschard als Schweizer Ermittler-Duo aus Zürich nach. Carol Schuler übernahm ab der am Zurich Film Festival 2020 uraufgeführten Folge Züri brännt die Rolle der Profilerin Tessa Ott. Im 2020 veröffentlichten Film Lindenberg! Mach dein Ding über Kindheit, Jugend und Beginn der Musikkarriere von Udo Lindenberg spielt sie die Sängerin Frieda.
Carol Schuler tritt zudem regelmäßig als Sängerin auf, beispielsweise mit ihrer Soul-Boogaloo-Band El Cartel und mit ihrer 20er-Jahre-Swingband Chloé et les Enfants Terribles. Sie lebt in Berlin.

## Filmografie (Auswahl)
- 1998: Vollmond
- 2001: Lieber Brad
- 2006: Alles bleibt anders
- 2011: Nachtlärm
- 2011: Liebe & andere Unfälle
- 2011: Tatort – Schmutziger Donnerstag
- 2013: Lotta & die frohe Zukunft
- 2014: Frauenherzen
- 2014: Der Kriminalist (Folge Rex Solus)
- 2014: SOKO Stuttgart (Fernsehserie, 1 Folge)
- 2015: Lotta & das ewige Warum
- 2015: Blochin – Die Lebenden und die Toten (TV-Miniserie)
- 2015: Homeland – Better Call Saul
- 2016: Im Nirgendwo
- 2016: Der Tatortreiniger – Schluss mit lustig
- 2017: Zweibettzimmer
- 2017: Lotta & der Ernst des Lebens
- 2017: Maria Mafiosi
- 2018: Seitentriebe
- 2018: Aufbruch in die Freiheit
- 2019: Entdecke die Mandy in dir
- 2019: Skylines
- 2019: Lotta & der schöne Schein
- 2020: Nightlife
- 2020: Kids Run
- seit 2020: Tatort – Grandjean und Ott (Fernsehreihe)
  - 2020: Züri brännt
  - 2021: Schoggiläbe
  - 2022: Schattenkinder
  - 2022: Risiken mit Nebenwirkungen
  - 2023: Seilschaft
  - 2023: Blinder Fleck
  - 2024: Von Affen und Menschen
  - 2024: Fährmann
  - 2025: Rapunzel
- 2020: Lindenberg! Mach dein Ding
- 2021: Dreiraumwohnung
- 2021: One Night off
- 2022: München Mord: Dolce Vita (Fernsehreihe)
- 2022: Der Scheich (Fernsehserie)
- 2024: Pärchenabend (Komödie)

## Theater (Auswahl)
- 2010: Geri, von Martin Suter, Rolle: Susi Schläfli, Regie: Stefan Bachmann, Schauspielhaus Zürich
- 2014: Der schwarze Hecht, Regie: Herbert Fritsch, Schauspielhaus Zürich
- 2015: Schweizer Schönheit, von Dani Levy; Regie: Dani Levy, Schauspielhaus Zürich
- 2015: Cabaret, Rolle: Sally Bowles, Regie: Vincent Paterson, Tipi am Kanzleramt Berlin
- 2016: King Arthur, Regie: Herbert Fritsch, Opernhaus Zürich
- 2016: Wer hat Angst vor Hugo Wolf, Regie: Herbert Fritsch, Schauspielhaus Zürich
- 2016: Pfusch, Regie: Herbert Fritsch, Volksbühne am Rosa-Luxemburg-Platz, Berlin
- 2017: Zeppelin, nach Texten von Ödön von Horváth, Regie: Herbert Fritsch, Schaubühne Berlin
- 2018: Null, von nach Herbert Fritsch, Regie: Herbert Fritsch, Schaubühne Berlin
- 2018: Champignol wider Willen, von Georges Feydeau, Regie: Herbert Fritsch, Schaubühne Berlin
- 2019: Prometheus, ein Projekt von Bastian Reiber, Regie: Bastian Reiber, Schaubühne Berlin
- 2019: Amphitryon, von Molière, Regie: Herbert Fritsch, Schaubühne Berlin
- 2023: Vergeigt, von Herbert Fritsch, Hauptrolle, Regie: Herbert Fritsch, Theater Basel
- 2024: Fremde Seelen, von Eva-Maria Bertschy; Regie: Eva-Maria Bertschy, Theater Neumarkt Zürich
- 2025: Die schmutzigen Hände, von Jean-Paul Sartre; Regie: Jan Bosse, Schauspielhaus Zürich

## Auszeichnungen
- 2002: Schweizer Filmpreis / beste Darstellerin für Lieber Brad
- 2012: Nominiert für Schweizer Fernsehfilmpreis / beste Nebendarstellerin
- 2020: Grimme-Preis für Skylines
- 2020: Deutscher Schauspielpreis als Beste Schauspielerin in einer Nebenrolle für Skylines